# Irena Dubská
Irena Dubská (* 17. November 1924 in Prag; † 24. Juli 2010 ebenda) war eine tschechische Philosophin und Soziologin.
Von 1943 bis 1945 wurde Irena Dubská zum Totaleinsatz eingezogen und musste in einer Waffenfabrik arbeiten. 1949 schloss sie ihr Studium an der Philosophischen Fakultät der Karls-Universität Prag in den Fächern Soziologie, Psychologie und Philosophie ab. Von 1949 bis 1950 sowie von 1952 bis 1954 war sie an der Karlsuniversität Fachassistentin. Von 1952 bis 1954 war sie im Jugendverband tätig. 1954 bis 1974 arbeitete sie als wissenschaftliche Mitarbeiterin in der philosophischen Abteilung der Československa akademie věd (ČSAV). Von 1963 bis 1964 erfolgte ein Studienaufenthalt in den USA am Massachusetts Institute of Technology. 1965 bis 1969 war sie Chefredakteurin der Soziologischen Zeitschrift.
Während des Prager Frühlings war Dubská Mitglied einer Arbeitsgruppe um Radovan Richta, die u. a. mit der Ausarbeitung eines langfristigen Parteiprogramms der KSČ beauftragt war. Die Ergebnisse der Arbeitsgruppe wurden später unter dem Titel Civilizace na rozcestí (dt. Zivilisation am Scheideweg) veröffentlicht.
Nach der Unterzeichnung der Charta 77 und aufgrund der damit verbundenen Verfolgung durch die Staatssicherheit (StB) emigrierte Dubská 1977 zusammen mit ihrem Mann Zdeněk Mlynář nach Österreich. Sie starb in Prag am 24. Juli 2010 nach langer schwerer Krankheit und fand dort auch ihre letzte Ruhestätte. 